# Elsa Castello
Elsa Ingeborg Castello, född 9 januari 1912 i Hudiksvall, död 17 september 1988 i Gnarp, var en svensk konstnär.
Hon medverkade med oljemålningen Skogstjärn i utställningen Länskonst 1970 på Gävle museum och i samlingsutställningar med Söderhamns konstförening. Hennes konst består av landskapsmålningar som ofta kryper nära för att ge ett naturintryck, hon arbetade i olja och akvarell. Castello är representerad vid Statens konstråd, Kungliga Hälsinge regemente i Gävle, Gävle kommun och Bygdegårdarnas Riksförbund.
Gift 1952.